# Jabłonka Stara

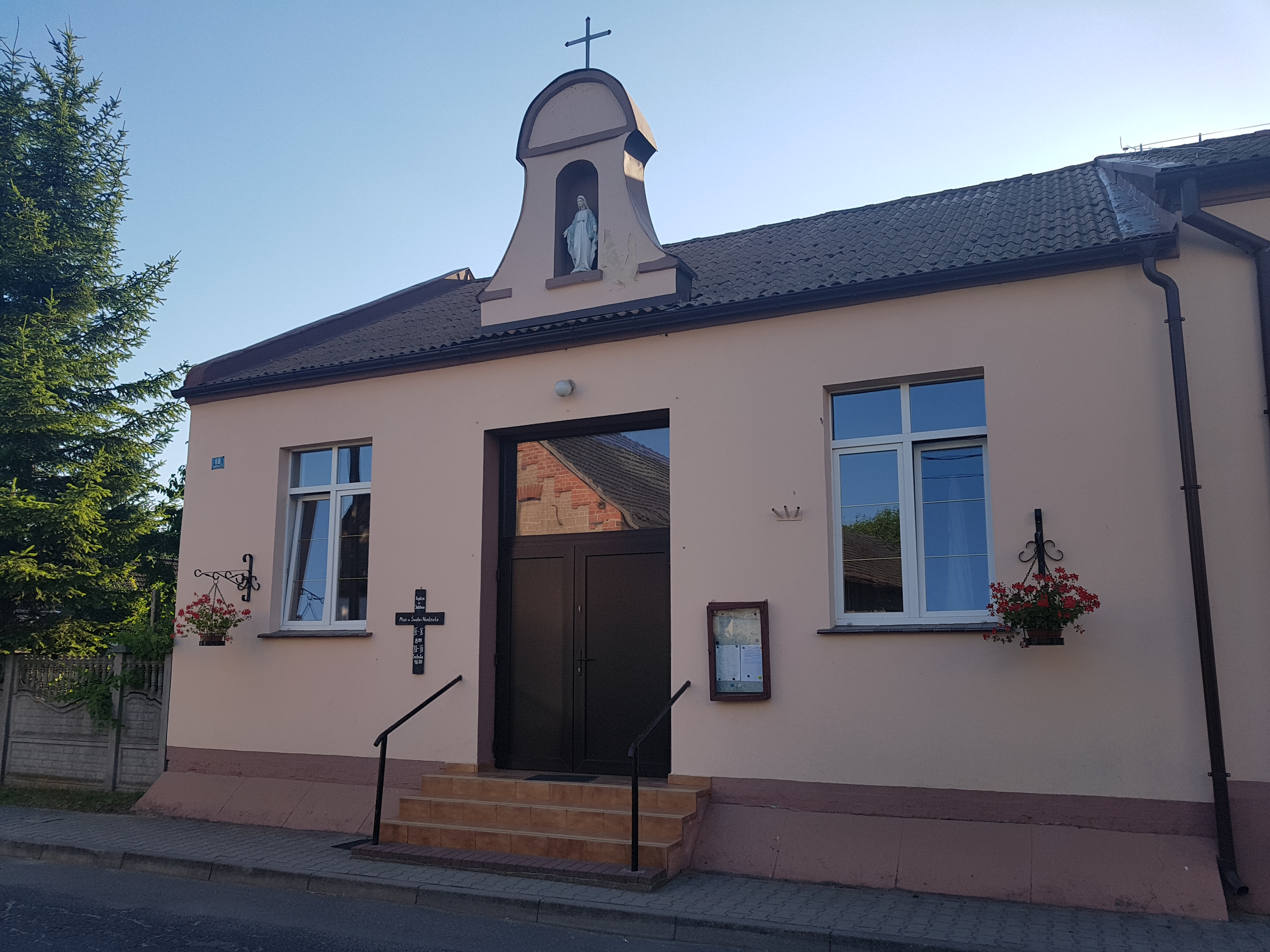
Kaplica rzymskokatolicka p.w. Narodzenia Najświętszej Maryi Panny w Jabłonnie Starej należąca do parafii św. Józefa w Silnej

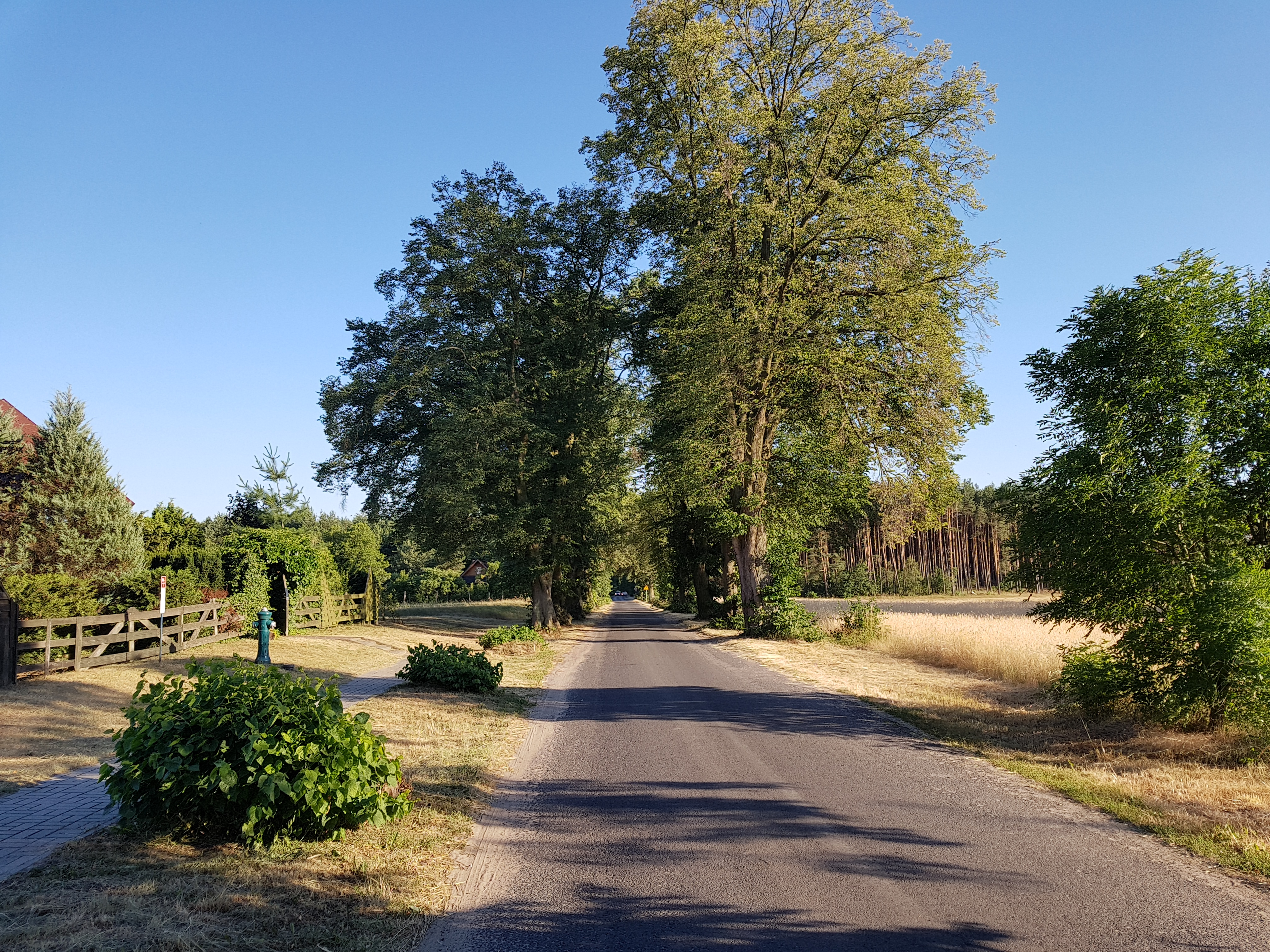
Pomnik przyrody - aleja lipowa w Jabłonce Starej, widok w kierunku południowym, droga prowadząca do Jabłonki

Jabłonka Stara (dawniej: Stara Jabłonka) – wieś w Polsce położona w województwie wielkopolskim, w powiecie nowotomyskim, w gminie Miedzichowo.
Znajduje się ona na pograniczu z województwem lubuskim, 8 km od Trzciela i drogi krajowej nr 92.
Pierwsze wzmianki o wsi pochodzą z roku 1429. Wtedy to jej właścicielem był Maciej Trzcielski. W okolicach leśniczówki Królewiec widnieją ślady po umocnieniach ziemnych z okresu potopu szwedzkiego, miała tu bowiem miejsce bitwa wojsk polskich ze Szwedami.
Pod koniec XIX wieku Jabłonka Stara (Alt-Jablonke) leżała w powiecie międzyrzeckim. Liczyła 39 dymów (domostw) i 330 mieszkańców, wśród których było 284 katolików i 46 ewangelików. We wsi znajduje się kaplica NMP z okresu międzywojennego. Obok niej kapliczka i dzwonnica. 
W latach 1954–1959 wieś należała i była siedzibą władz gromady Jabłonka Stara, po jej zniesieniu w gromadzie Miedzichowo. W latach 1975–1998 miejscowość administracyjnie należała do województwa gorzowskiego.
Na zachód od wsi znajduje się granica Pszczewskiego Parku Krajobrazowego. Przez wieś przebiegają znakowane szlaki rowerowe.